# 포스키아보역
포스키아보역(Poschiavo)은 스위스 그라우뷘덴주의 포스키아보 지자체에 있는 기차역이다. 그것은 래티셰 철도의 베르니나선에 위치하고 있다. 역은 포스키아보 마을 바로 밖에 있으며, 노선에 직각으로 도로로 연결되어 있다.
역은 1908년 7월 1일 베르니나선의 티라노에서 포스키아보 구간이 개통되면서 개업했다. 역 건물은 1962년에 지어졌으며 2016년과 2019년 사이에 역을 현대화하고 리모델링했다.
역에는 노선의 한쪽에 5층 건물이 있고, 반대편에는 여러 노선이 있는 노선에 사용되는 1000V DC 철도 차량을 유지 관리하는 베르니나선의 주요 차고지가 있다. 그들 사이에. 최근 리모델링 이후, 역 건물에서 가장 가까운 노선에만 승강장과 확장된 승강장이 제공된다. 역 북쪽으로 곧바로 뻗어 있는 이중 선로와 남쪽으로 통과하는 루프는 플랫폼에서 정차하기 전후에 기차가 각각 통과할 수 있는 기능을 제공한다.

## 운행편
다음 서비스는 포스키아보에서 정차한다.
- 베르니나 익스프레스 : 쿠어 또는 생모리츠와 티라노 사이를 하루에 여러 번 왕복한다.
- 레기오 : 생모리츠와 티라노 사이를 매시간 운행한다.

## 갤러리

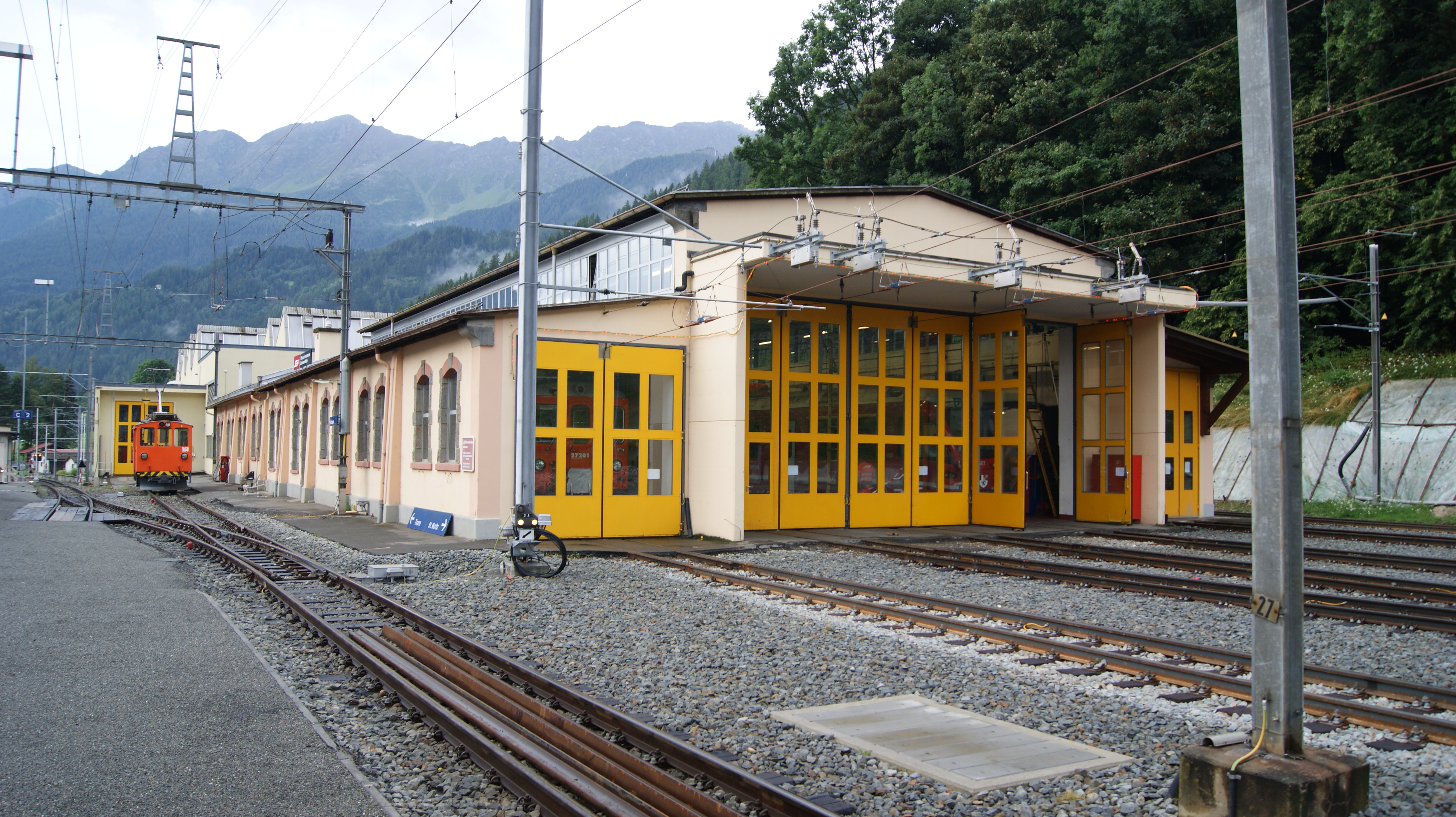
티라노 쪽으로 보는 정비창
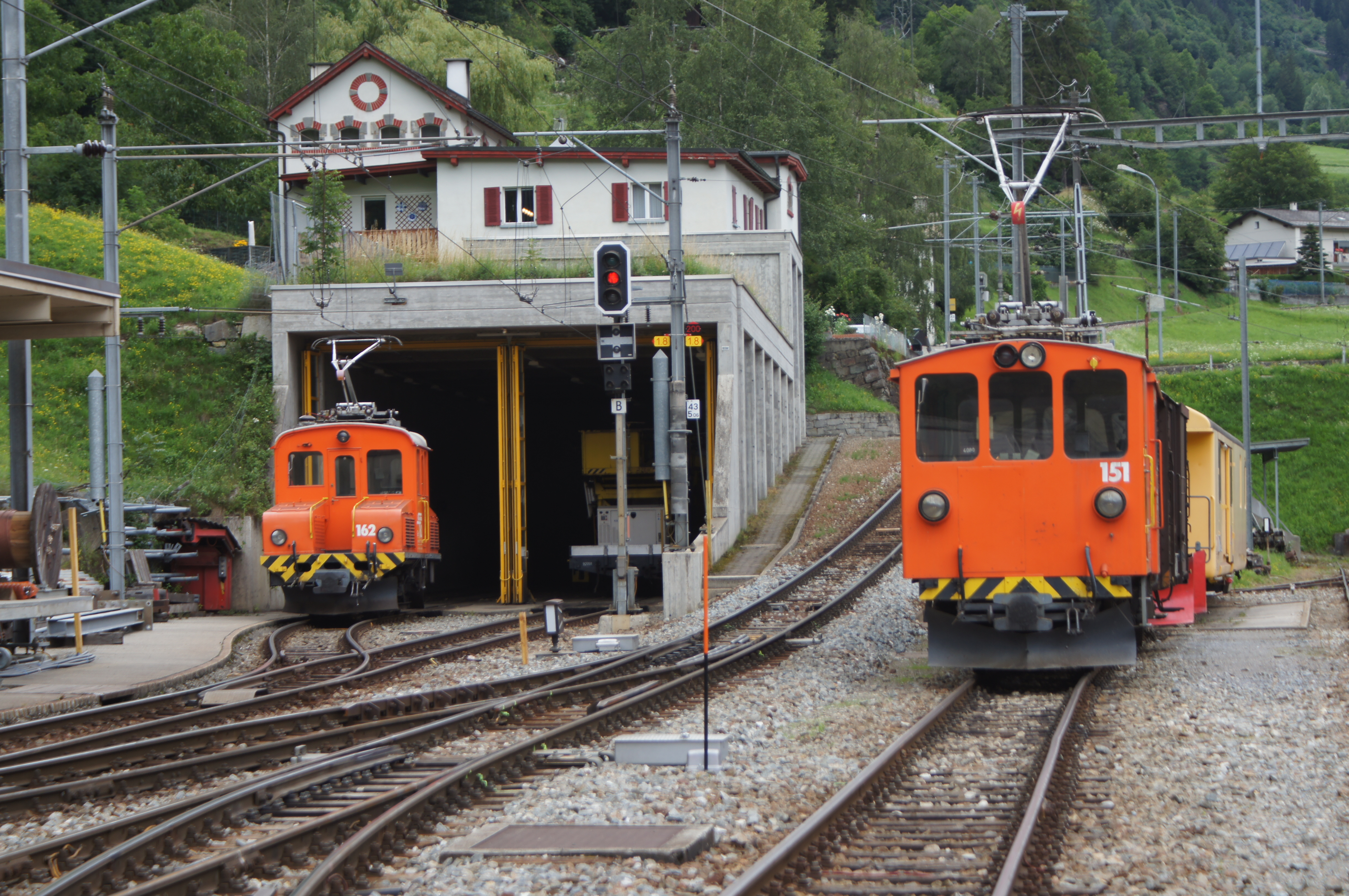
생모리츠 쪽으로 보는 정비창
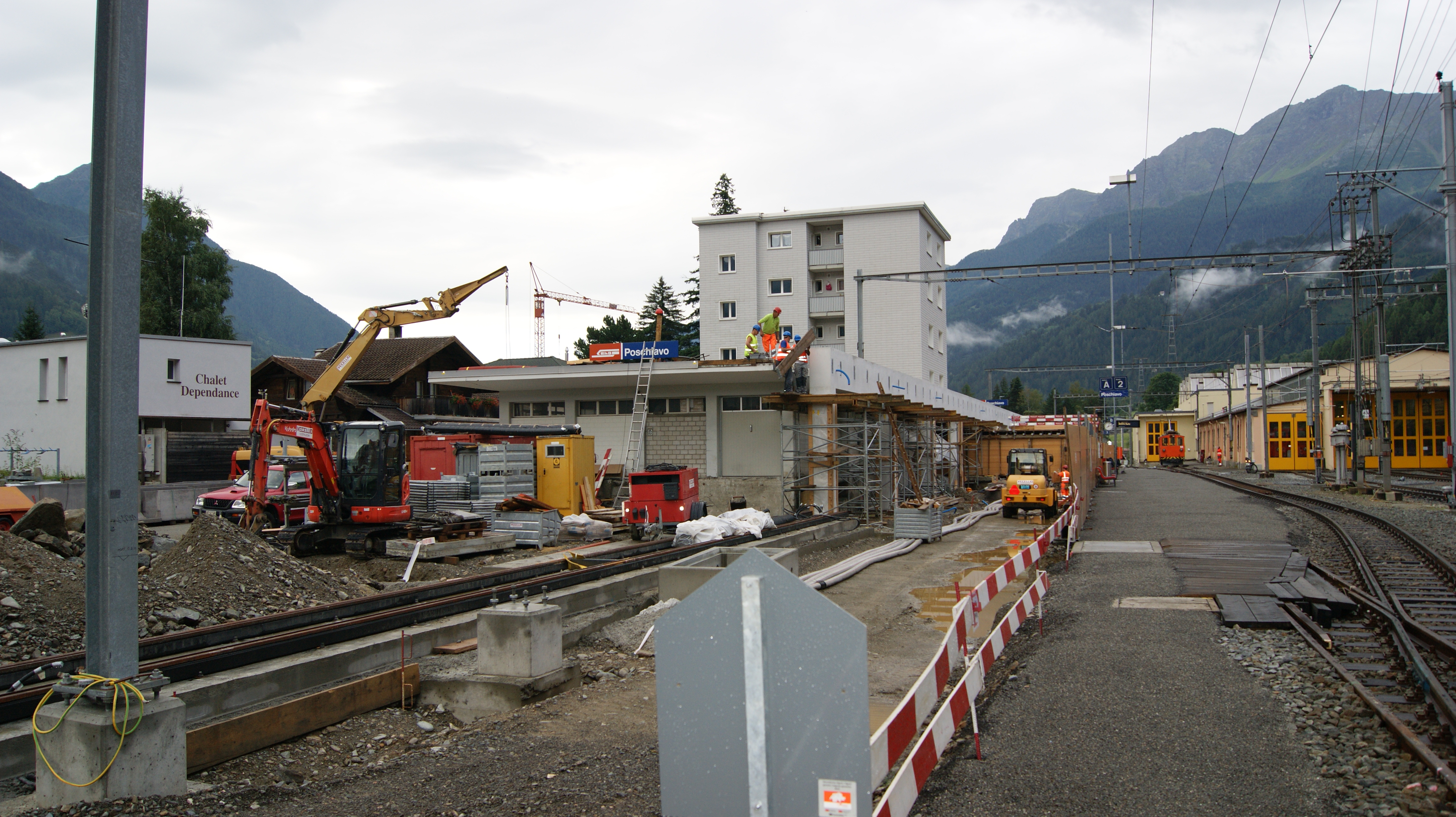
리모델링 기간의 역사